# Dolichopeza (Dolichopeza) tropica
Dolichopeza (Dolichopeza) tropica is een tweevleugelige uit de familie langpootmuggen (Tipulidae). De soort komt voor in het Australaziatisch gebied.